# Dobrawa
Dobrawa – staropolskie imię żeńskie pochodzenia słowiańskiego. Wywodzi się od słowa oznaczającego "las dębowy" (cz. doubrava jest odpowiednikiem polskiej dąbrowy) lub od słowa oznaczającego „dosyć dobra, czasem dobra” (por. dobrawa, jak biaława, zimnawa itp) lub jest to skrót od złożonego imienia Dobrosława. Dwie ostatnie etymologie (zwłaszcza pierwszą z nich) potwierdza kronika Thietmara, w której tłumaczy on to słowo jako „dobra”. 
Imieniny Dobrawy przypadają 15 stycznia.
Osoby noszące imię:
- Dobrawa – księżniczka czeska, żona Mieszka I,
- Dobrawa – dwórka królowej polskiej Rychezy,
- Dobrawa Czocher – polska wiolonczelistka.

Podobne imiona staropolskie: 
- Dobrogniewa,
- Dobromira,
- Dobromiła,
- Dobroniega,
- Dobrosława,
- Dobrosułka,
- Dobrowieść,
- Dobrowoja,
- Dobrożyźń.

Zobacz też: 
- Dąbrówka (imię)